# Гринёв, Роман Валерьевич
Рома́н Вале́рьевич Гринёв (8 декабря 1976, Черноголовка, Московская область — 3 ноября 2018, Москва) — российский джазовый бас-гитарист, композитор и аранжировщик. Основатель и лидер джаз-фьюжн-проекта Funk You, один из основателей коллектива Fusion Port, участник групп Groovy Jam, «Станция Мир», UniversaLove, C.L.O.N.E. (ex. CleanTone), Smitanaband и других проектов. Основатель лейбла GrinStar Vibrations.

## Биография
Роман Гринёв родился в 1976 году в Черноголовке, подмосковном наукограде, в семье ученого-физика и журналистки.
Роман окончил эстрадное отделение Государственного музыкального училища им. Гнесиных, а затем и Академию музыки имени Гнесиных, где его наставником был знаменитый джазовый контрабасист Анатолий Соболев. Ориентиром в мире музыки для Романа стал американский бас-гитарист Жако Пасториус.
Ещё в школе Роман Гринёв вместе с единомышленниками Павлом Мыртыненко, Фёдором Сенчуковым и Андреем Шишкиным собрал музыкальную группу Swing Street, игравшую блюзы и рок-н-ролл.
Коллектив Funk You, собранный Роман Гринёвым в Черноголовке в конце 1990-х, просуществовал более 10 лет, оставаясь его творческой лабораторией. С Funk You сотрудничал лидер и вокалист «Лиги блюза» Николай Арутюнов, в разное время с группой играли саксофонисты Алексей Круглов, Егор Шаманин, Роман Соколов, трубач Ростислав Кочетов.
Роман Гринёв участвовал в Первом общероссийском фестивале бас-гитары BassDay, проходившем в московском клубе «Б2» 4-5 апреля 2006 года.
Коллектив Fusion Port, основанный Романом Гринёвым совместно с пианисткой Натальей Скворцовой в декабре 2006 года, регулярно выступал в московских клубах, участвовал в фестивалях «Усадьба Jazz», «Пустые холмы», «Остров» и других. Музыканты исполняли композиции Романа Гринёва, Натальи Скворцовой и других авторов, а также оригинальные аранжировки джазовых стандартов в стиле джаз-фьюжн.
В разные годы Роман Гринёв играл и сотрудничал с коллективами таких исполнителей, как Анар Таги-Заде,  Михаил Мишурис, Николай Арутюнов, Анатолий Герасимов, Фёдор Чистяков, Татьяна Зыкина, Ираклий Пирцхалава, гитариста Игоря Муллера, харпера Бориса Плотникова, в группе «Станция мир» и других.
Вместе со скрипачом-виртуозом Феликсом Лахути Роман Гринёв основал первый в России фанк-лейбл Funk Family, где они играли в нескольких проектах: группе Funky Land, полностью импровизационном Groovy Jam, фьюжн-коллективе UniversaLove.
Примерно в 2008 году Роман Гринёв основал собственный лейбл GrinStar Vibrations, в который вошли коллективы, где он играл с гитаристом Александром Староверовым: Funk You, Fusion Port,  Groovy Jam и «Станция Мир».
Особый интерес для Романа Гринёва представляли африканские ритмы, благодаря чему он в разные периоды поиграл практически во всех заметных московских афро-командах: Sun Music, Кимбата, Африканда, Компатриотас, Афромама, Drip Brothers.
Роман Гринёв играл на инструменте Fender Jazz Bass 1965 года.

### Гибель
Роман Гринёв погиб утром 3 ноября 2018 года, в возрасте 41 года. Он скончался после падения из окна своей квартиры, расположенной на 17-м этаже многоэтажного дома. Дома он в этот время находился один.

## Отзывы
У меня есть своя личная ассоциация. Хотя Рома басист, а не скрипач, но он всегда ассоциировался у меня с Никколо Паганини. Причем не как таковым, а с персонажем советского фильма про Никколо Паганини. Там такой, с одной стороны, очень тёплый, с другой — демонический типаж. А по виртуозности Роман — басовый Паганини.
— Феликс Лахути
Роман играл так, как не играл никто, он мог делать чудеса, в его руках инструмент пел. Рома сочинял уникальную музыку. Теплый, искренний, эмоциональный, творческий, умный, интеллигентный, добрый и очень тонкий. Он был уникален в плане своего мышления, своего искусства, владения инструментом, своей жизни, ума - того, как он думал. Ничего похожего никогда и нигде больше не будет и не случится. - Наталья Скворцова

Как музыкант он хулиганил. Это одно из тех качеств, которые я очень сильно люблю в музыке — способность быть ироничным. И он шутил сам над собой, шутил над музыкой, которую он играет, очень по-доброму, без сарказма — именно с иронией. Одновременно он мог относиться очень серьёзно, умел цитировать все подряд во время своих соло, какие-то совершенно неожиданные находить цитаты, прочтения того, что он играет.
— Игорь Муллер

Рома всегда доставлял маленькие неудобства: все время опаздывал, мог репетировать почему-то только тогда, когда всем остальным было неудобно, например, с 11 вечера до 2 часов ночи, должен был обязательно не опоздать на поезд после концерта, именно Рому я чаще всего подбирал и отвозил, чтобы он везде успел и не тратился на такси. Но я не мог представить, что я не позову Рому играть свой концерт. <…> Под хорошими музыкантами я представлял конкретно Рому и ещё кого-нибудь на остальных инструментах.
— Борис Плотников

## Семья
У Романа Гринёва есть брат Иван, тоже музыкант. Также у него остался сын.

## Память
В память о Романе Гринёве с 2019 года в день его рождения, 8 декабря, проводится благотворительный фестиваль Гринфест.